# Kanadski dabar
Kanadski dabar (latinski: Castor canadensis) jedna je od dvije živućih vrsta dabrova (druga je europski dabar,  Castor fiber). Autohtona je vrsta u Sjevernoj Americi, a uvedena je u Južnoj Americi (u Patagoniji) i Europi (pretežito u Finskoj i Kareliji). Ova vrsta službeni je životinjski simbol Kanade i službeni državni sisavac saveznih država Oregon i New York.

## Podvrste
- C. c. acadicus Bailey and Doutt, 1942.[5]
- C. c. baileyi Nelson, 1927.[6]
- C. c. belugae Taylor, 1916.[7]:429–433
- C. c. caecator Bangs 1913.[8]
- C. c. canadensis Kuhl 1820.[1]
- C. c. carolinensis Rhoads 1898.[9]:420–421
- C. c. concisor Warren and Hall, 1939.[10]
- C. c. duchesnei Durrant and Crane, 1948.[11]
- C. c. frondator Mearns, 1897.[12]
- C. c. idoneus Jewett and Hall, 1940.[13]
- C. c. labradorensis Bailey and Doutt, 1942.[5]
- C. c. leucodonta Gray, 1869.[14]
- C. c. mexicanus Bailey, 1913.[15]
- C. c. michiganensis Bailey 1913.[15]
- C. c. missouriensis Bailey 1919.[16]
- C. c. pacificus Rhoads 1892.[9]:422–423
- C. c. pallidus Durrant and Crane, 1948.[11]
- C. c. phaeus Heller, 1909.[17]
- C. c. repentinus Goldman, 1932.[18]
- C. c. rostralis Durrant and Crane, 1948.[11]
- C. c. sagittatus Benson, 1933.[19]
- C. c. shastensis Taylor, 1916.[7]:433–436
- C. c. subauratus Taylor, 1912.[20][21]
- C. c. taylori Davis, 1939.[22]
- C. c. texensis Bailey, 1905.[23]

## Vanjske poveznice
- Leave It To Beavers, PBS video documentary online
- Ecology of the Beaver  Arhivirana inačica izvorne stranice od 17. veljače 2020. (Wayback Machine)
- "Worth a Dam" (beaver information and educational site)
- The Beaver A Keystone Species, a short video by Mike Foster
- Video Eager Beavers Take on Climate Change: Restoring Nature's Engineers in Utah by Grand Canyon Trust